# Густовара
Густовара је насељено мјесто у општини Мркоњић Град, Република Српска, БиХ. Према попису становништва из 2013. у насељу је живјело 208 становника.

## Географија
Налази се на надморској висини од 521 метра.

## Становништво
Према службеном попису становништва из 1991. године, Густовара је имала 428 становника. Срби су чинили око 99% од укупног броја житеља.
| Националност       | 1991. | 1981. | 1971. | 1961. | 1948. |
| Срби               | 458   | 726   | 905   | 962   |       |
| Југословени        | 2     |       |       |       |       |
| Муслимани          |       |       | 2     |       |       |
| Словенци           |       |       | 1     |       |       |
| остали и непознато | 1     |       | 1     |       |       |
| Укупно             | 461   | 726   | 909   | 962   | 1.964 |